# Rhoditis
Rhoditis (aussi connu comme Roditis) est un cépage de raisin à la peau rosé, utilisé dans certains vins grecs cultivé traditionnellement dans le Péloponnèse, région de la Grèce. L'utilisation de ce raisin était très importante en Grèce, de l'industrie avant l'épidémie de phylloxéra, en raison de sa capacité à maturation tardive et de maintenir son acidité dans les climats chauds, comme ceux du Péloponnèse et de la Thessalie. Cependant, sa sensibilité à l'oïdium et le phylloxéra, sa plantation a été considérablement réduit, tout au long du XXe siècle. Aujourd'hui, il est le plus souvent assemblé avec le Savatiano pour la production du vin Résiné.

## Les régions viticoles
Aujourd'hui, le Rhoditis est communément trouvé dans l'ancienne colonie grecque de Anchialos (aujourd'hui, le bulgare de la ville de Pomorie), Volos, en Thessalie et dans le Péloponnèse. 